# Lienardia
Genre
Lienardia est un genre de mollusques gastéropodes marins de la famille des Clathurellidae.

## Systématique
Le genre Lienardia est créé en 1883 par le malacologiste français Félix Pierre Jousseaume (1835-1921) avec pour espèce type Lienardia rubida.

## Liste des espèces
Liste des espèces selon GBIF (30 avril 2022) :
- Lienardia acrolineata Fedosov, 2011
- Lienardia armstrongi (G.Nevill & H.Nevill, 1875)
- Lienardia biplicata (Melvill, 1906)
- Lienardia caelata (Garrett, 1873)
- Lienardia calathiscus (Melvill & Standen, 1896)
- Lienardia cardinalis (Reeve, 1845)
- Lienardia cincta (Dunker, 1871)
- Lienardia coccinea (Anton, 1838)
- Lienardia comideleuca (Melvill & Standen, 1903)
- Lienardia compta (Reeve, 1845)
- Lienardia corticea Hedley, 1922
- Lienardia cosmia Winckworth, 1940
- Lienardia crassicostata (Pease, 1860)
- Lienardia crebrilirata (E.A.Smith, 1884)
- Lienardia cremonilla (Melvill & Standen, 1895)
- Lienardia crosseana (Hervier, 1896)
- Lienardia curculio (G.Nevill & H.Nevill, 1870)
- Lienardia disconica (Hervier, 1896)
- Lienardia exilirata Rehder, 1980
- Lienardia exquisita (G.Nevill & H.Nevill, 1875)
- Lienardia fallaciosa Hedley, 1922
- Lienardia fallax (G.Nevill & H.Nevill, 1875)
- Lienardia falsaria Hedley, 1922
- Lienardia farsilis Hedley, 1922
- Lienardia fatima (Thiele, 1925)
- Lienardia fuscolineolata Kuroda & Oyama, 1971
- Lienardia gaidei (Hervier, 1896)
- Lienardia giliberti (Souverbie, 1874)
- Lienardia gracilis Hedley, 1922
- Lienardia grandiradula Fedosov, 2011
- Lienardia gravelyi Winckworth, 1940
- Lienardia idiomorpha (Hervier, 1897)
- Lienardia immaculata (E.A.Smith, 1876)
- Lienardia innocens (Thiele, 1925)
- Lienardia koyamai Bozzetti, 2007
- Lienardia lischkeana (Pilsbry, 1904)
- Lienardia lutea
- Lienardia marchei Jousseaume, 1884
- Lienardia mariei (Crosse, 1870)
- Lienardia mighelsi Iredale & Tomlin, 1917
- Lienardia multicolor Fedosov, 2011
- Lienardia multinoda Hedley, 1922
- Lienardia nigrotincta (Montrouzier, 1872)
- Lienardia obtusicostata (E.A.Smith, 1882)
- Lienardia periscelina Hedley, 1922
- Lienardia perplexa (G.Nevill & H.Nevill, 1875)
- Lienardia planilabrum (Reeve, 1846)
- Lienardia pulchripicta (Melvill & Standen, 1901)
- Lienardia punctilla Hedley, 1922
- Lienardia purpurata (Souverbie, 1860)
- Lienardia ralla Hedley, 1922
- Lienardia rhodacme (Melvill & Standen, 1896)
- Lienardia rigida (Hinds, 1843)
- Lienardia roseangulata Fedosov, 2011
- Lienardia rosella Hedley, 1922
- Lienardia roseocincta (W.R.B.Oliver, 1915)
- Lienardia roseotincta (Montrouzier, 1872)
- Lienardia rubida (Hinds, 1843)
- Lienardia semilineata (Garrett, 1873)
- Lienardia siren (E.A.Smith, 1904)
- Lienardia spengleri Stahlschmidt, 2015
- Lienardia strombilla (Hervier, 1896)
- Lienardia tagaroae Fedosov, 2011
- Lienardia thalera (Melvill & Standen, 1896)
- Lienardia totopotens Rosenberg & Stahlschmidt, 2011
- Lienardia tricolor (Brazier, 1876)
- Lienardia vadososinuata Nomura & Niino, 1940
- Lienardia vultuosa (Reeve, 1845)

## Galerie

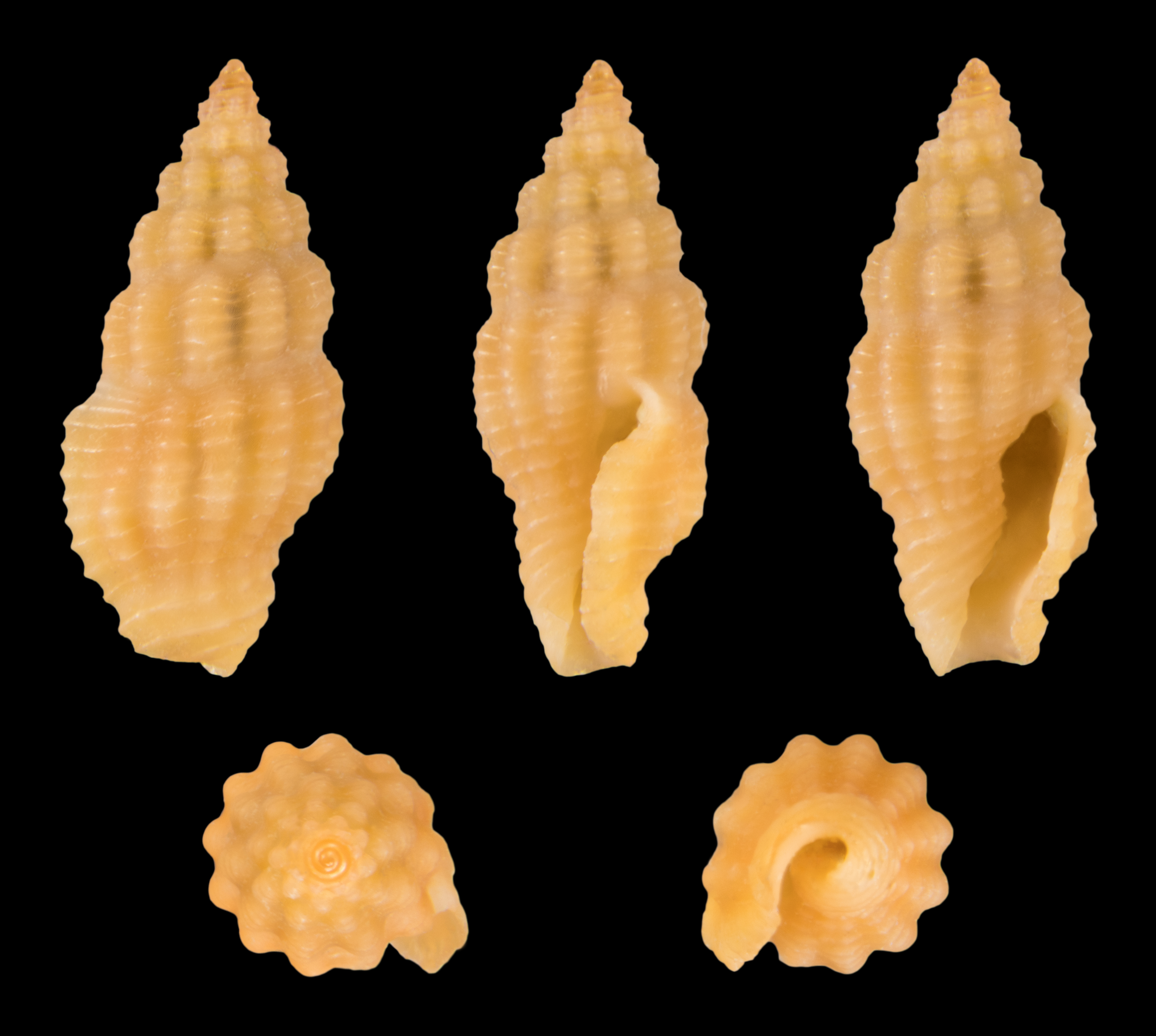
Lienardia crassicostata.
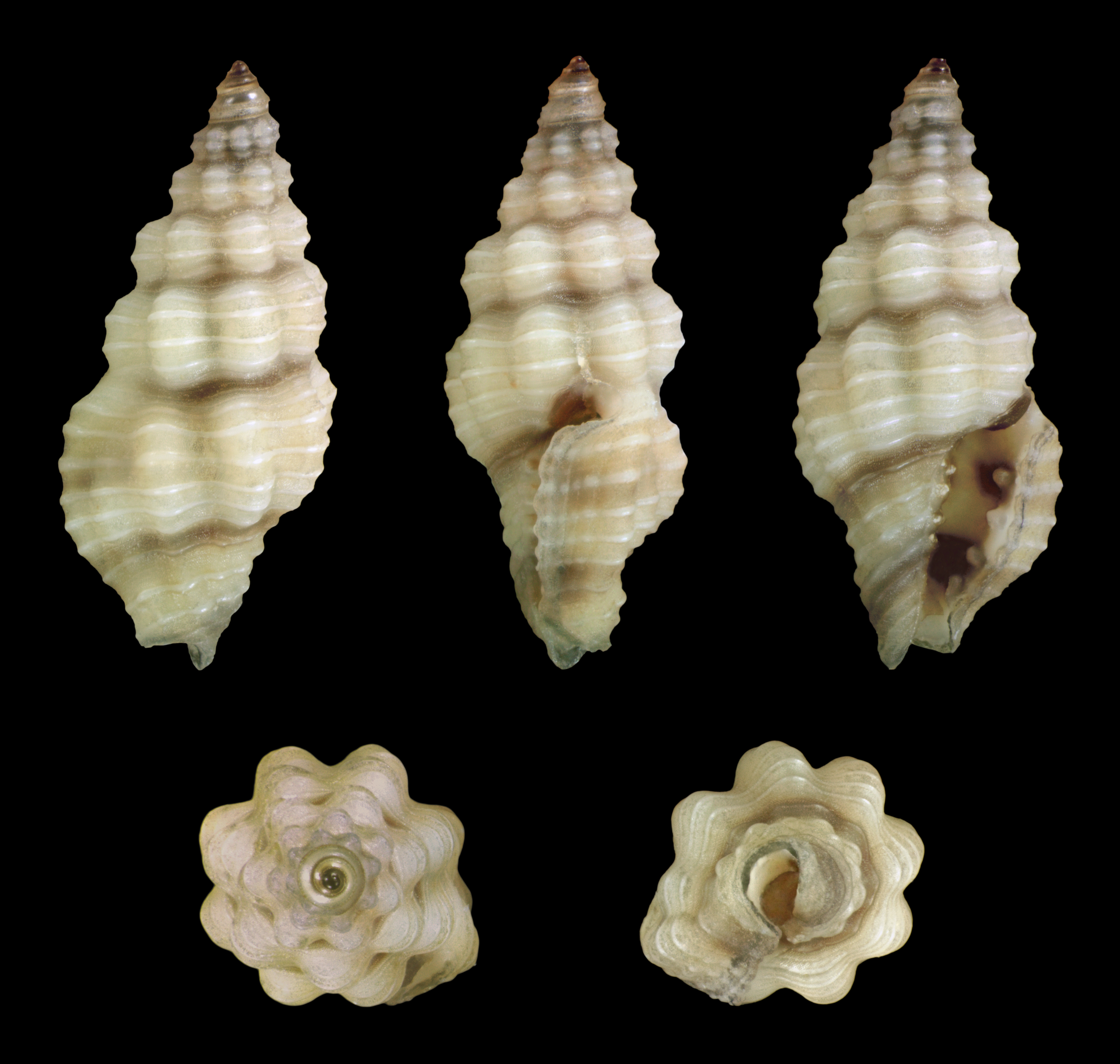
Lienardia falsaria.
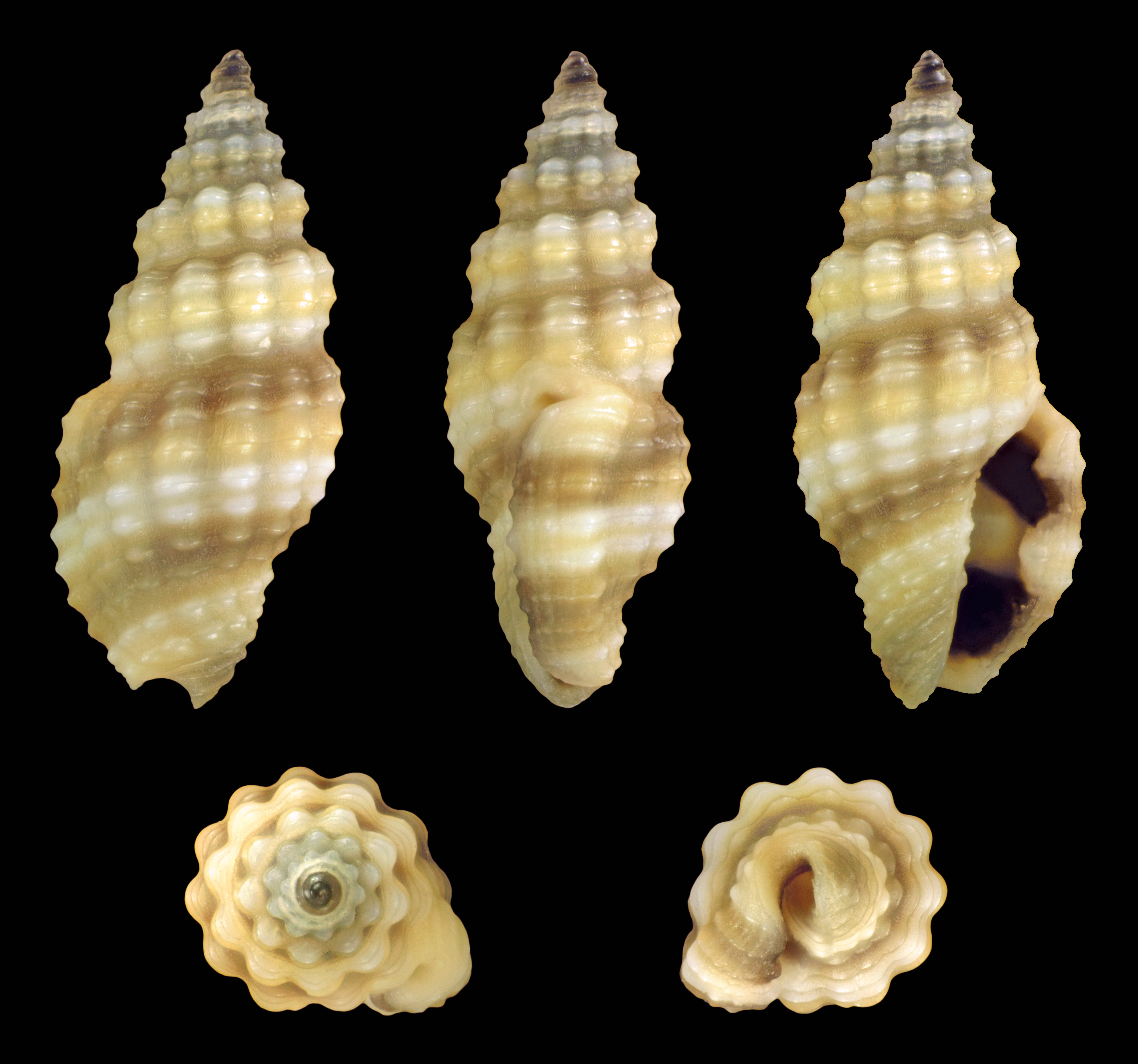
Lienardia nigrotincta.
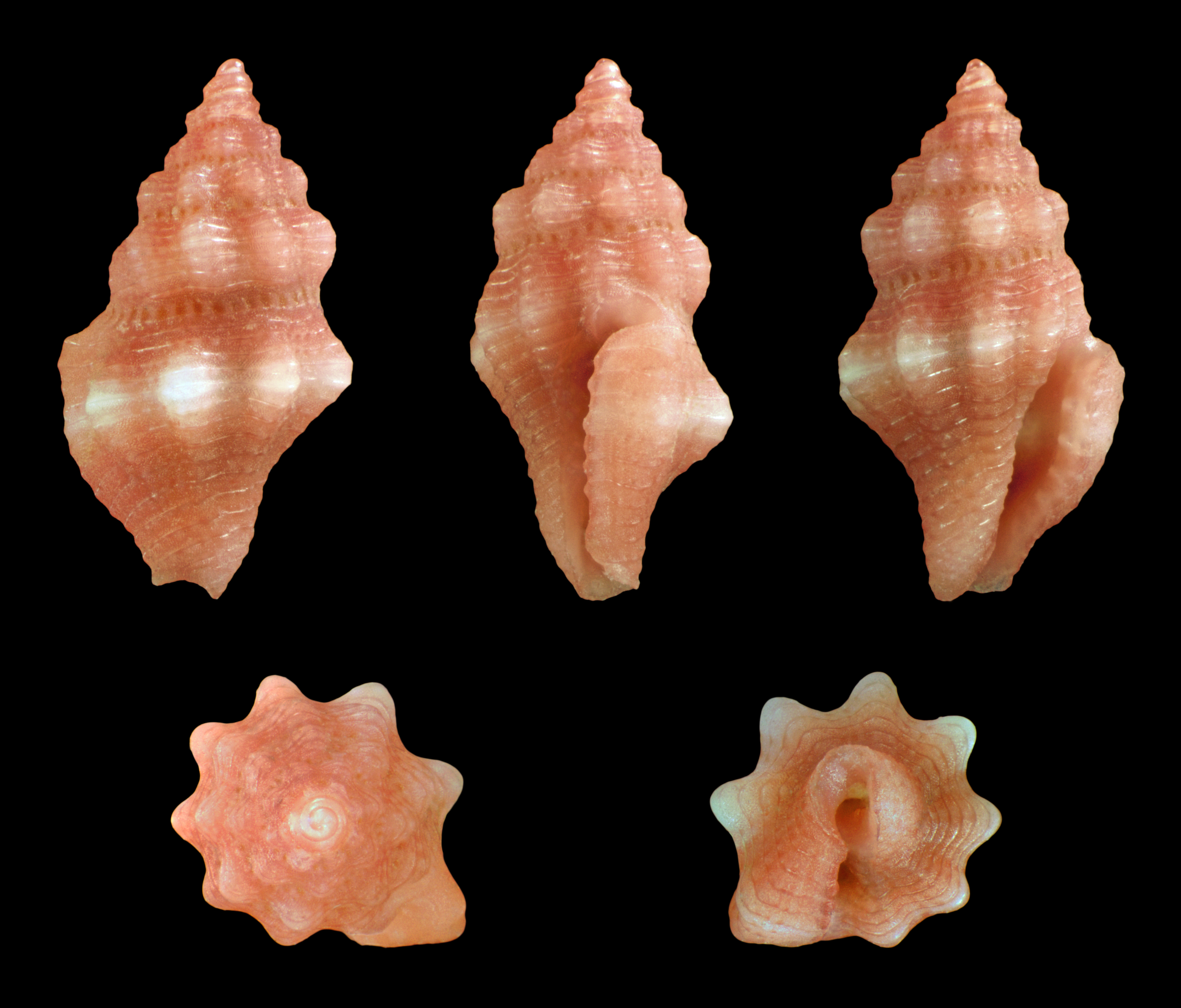
Lienardia purpurata.
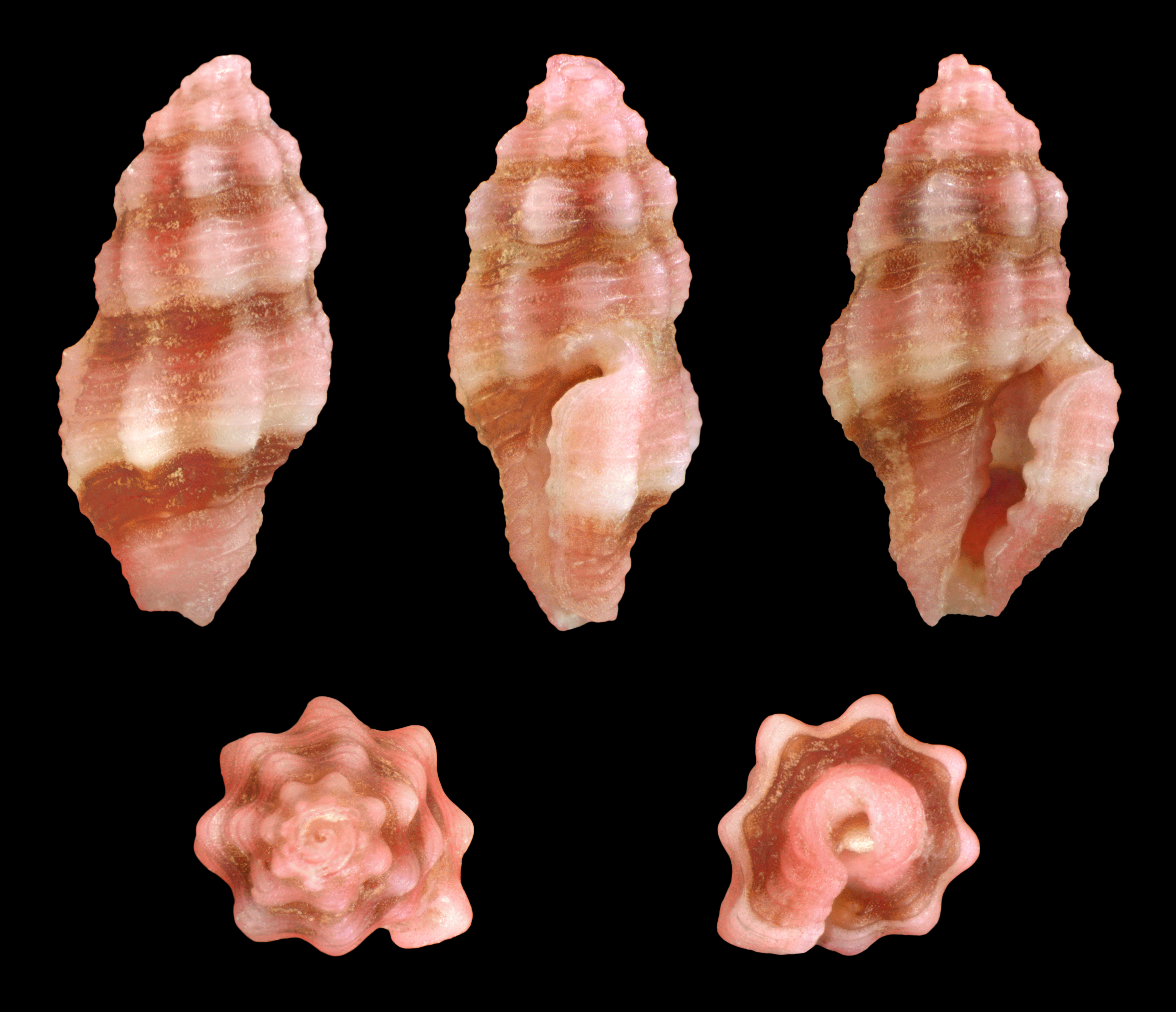
Lienardia rubida.
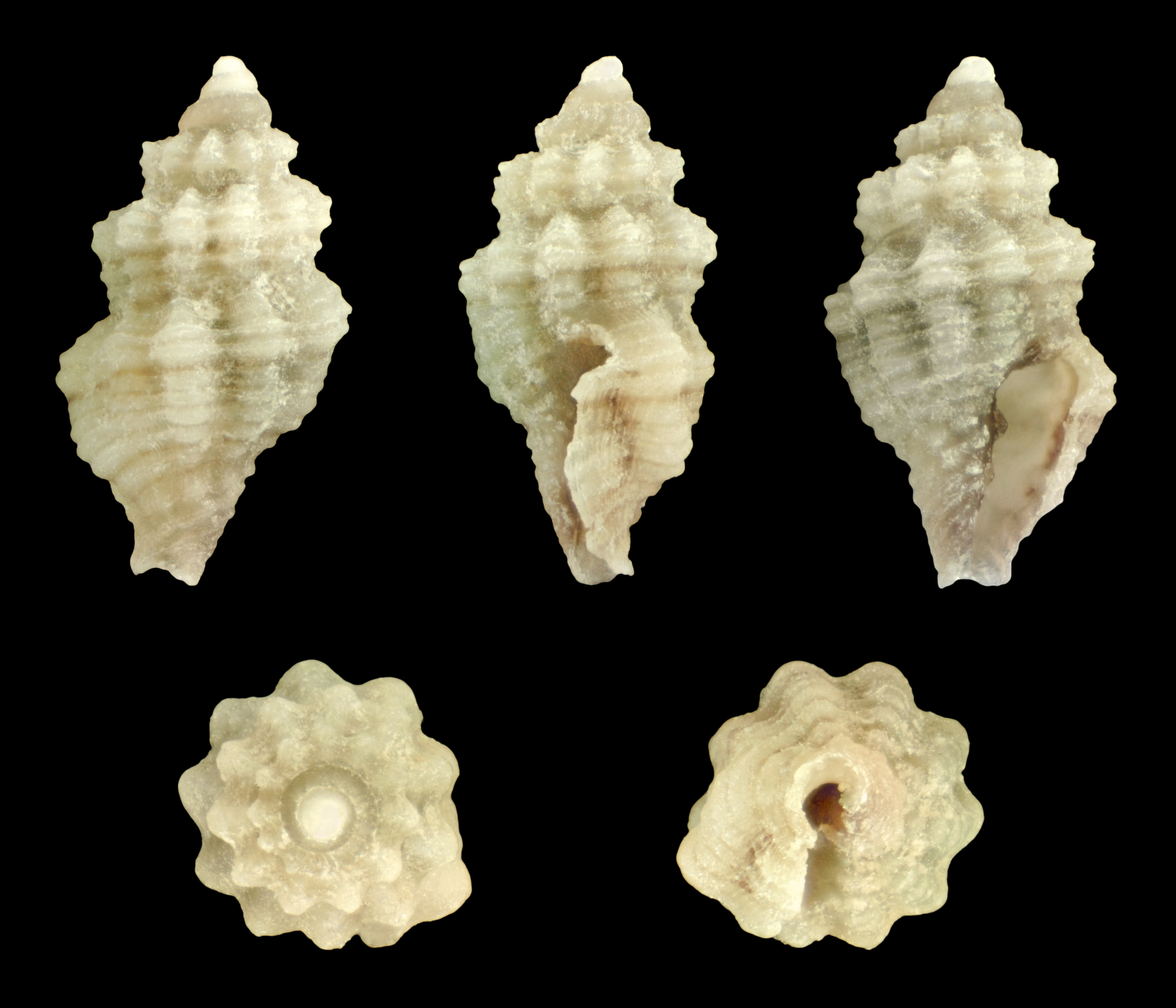
Lienardia strombilla.
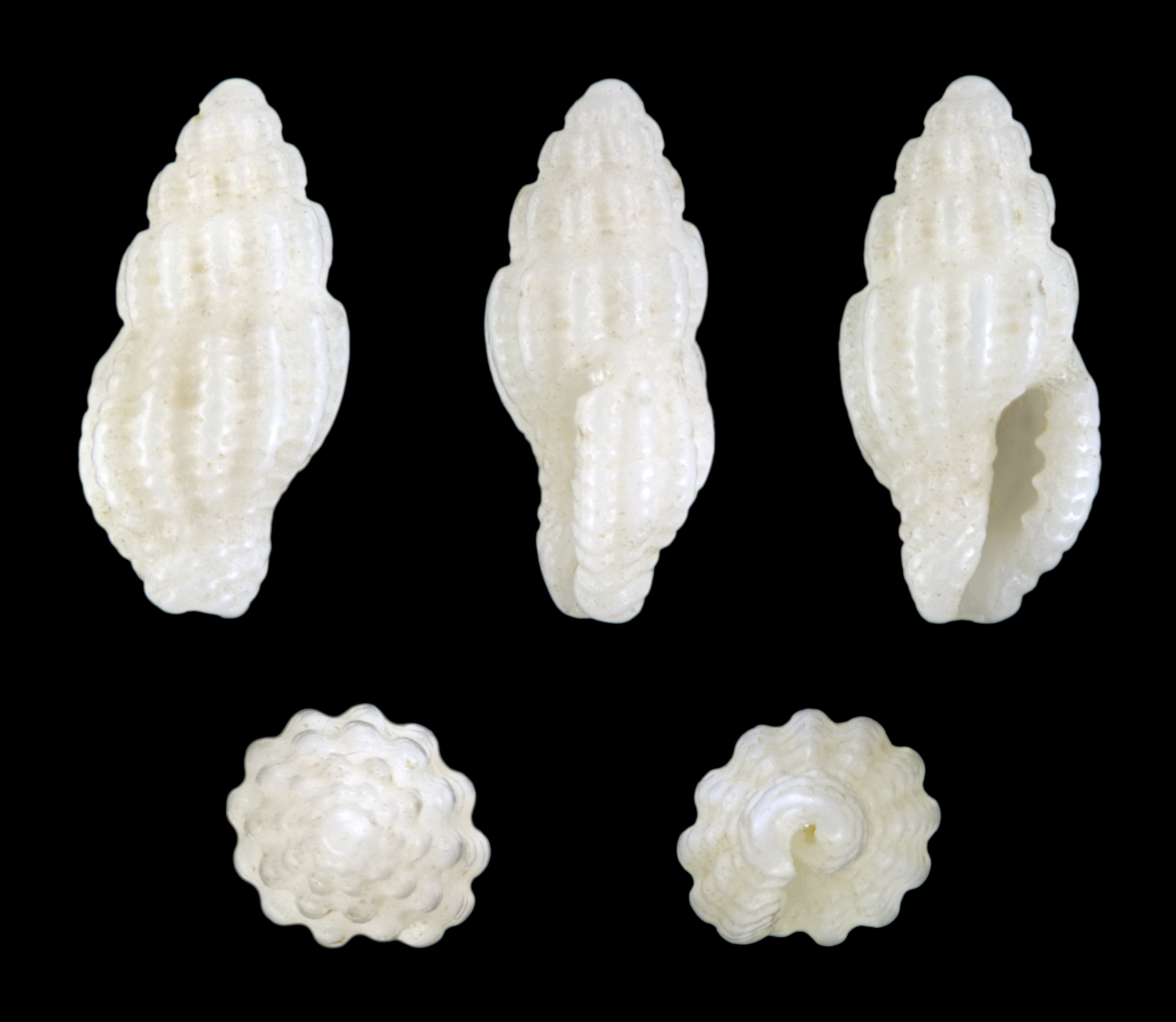
Lienardia vultuosa.